# Akiko Wakabayashi
Akiko Wakabayashi (jap. 若林 映子 Wakabayashi Akiko; ur. 26 sierpnia 1941) – japońska aktorka filmowa i telewizyjna. 

## Biografia
Jako aktorka debiutowała w 1958 roku. Grała w wielu filmach wyprodukowanych przez studio Tōhō, m.in. King Kong kontra Godzilla. Międzynarodowy rozgłos przyniosła jej rola Aki, dziewczyny Bonda w filmie Żyje się tylko dwa razy (1967). Po sukcesie filmu pojawiła się w czerwcowym numerze "Playboya" z czerwca 1967 roku. W 1971 roku wycofała się z aktorstwa.

## Wybrana filmografia
- 1961: Akiko
- 1962: King Kong kontra Godzilla (Kingu Kongu tai Gojira)
- 1964: Ghidorah – Trójgłowy potwór (San Daikaijū: Chikyū Saidai no Kessen)
- 1966: Jak się masz koteczku? (What's Up, Tiger Lily?)
- 1967: Żyje się tylko dwa razy (You Only Live Twice) jako Aki